# ナッシュ・エドガートン
ナッシュ・エジャートン（Nash Edgerton、1973年1月19日 - ）は、オーストラリア出身の映画監督、スタントマン。映画製作集団Blue-Tongue Filmsの主要メンバー。苗字は正しくは「エジャトン」と発音する。

## 生い立ち
ニューサウスウェールズ州ブラックタウンで生まれ、Dural（シドニー郊外）で育つ。主婦Marianne Margarethe (von Dort)と弁護士兼不動産開発業者Michael Edgertonの息子。弟は俳優のジョエル・エドガートン。母親のMarianneはハーグ生まれのオランダ移民。
2011年にCarla Ruffinoと付き合い始め、2014年4月1日に結婚した。彼女には前の結婚で生まれた娘（Chika Yasumura）がいたので、継父にもなった。その後、もう一人の娘Zumi（2015年8月11日生まれ）が生まれた。

## キャリア
スタントマンとして、『マトリックス』、『シン・レッド・ライン』、『スーパーマン リターンズ』、そして、特にオビ=ワン・ケノービを演じたユアン・マクレガーのスタントダブルとして『スター・ウォーズ エピソード2/クローンの攻撃』と『スター・ウォーズ エピソード3/シスの復讐』などの映画に携わってきた。弟のジョエルは、若い頃のオーウェン・ラーズとして同じ映画に出演した。
断続的にだが、キャリアを通じてしばしば自分自身を主演に据えた『spider』や『Bear』のような批判的で感受性の強い短編映画を製作した。短編映画での腕前はMVでも発揮され、アーティストのボブ・ディラン（「Beyond Here Lies Nothin」、「Must Be Santa」、「Duquesne Whistle」、「The Night We Called It a Day」の合計4作品）のミュージックビデオを監督した。 長編監督デビュー作は、Blue Tongue Filmsのもとで2008年にオーストラリアで注目を集めた『The Square』。最新の長編監督作は、2018年に公開された『グリンゴ/最強の悪運男』。
2018年から2021年まで放送された、FXオーストラリアから委託されたオーストラリアのテレビブラックコメディードラマシリーズ『Mr Inbetween』（スコット・ライアン主演）の全26エピソードを監督した。スコット・ライアンは、キャラクターを生み出しただけでなく、番組自体の元となったオリジナルの短編映画を監督、主演、脚本した。ナッシュはその短編映画を観て、ライアンと協力して彼のキャラクターをより多くの視聴者に届けようと努めた。

## フィルモグラフィー

### 映画
- Loaded（1996）- Richard：Kieran Darcy-Smithとの共同監督による短編映画
- Deadline（1997）- 若い映画製作者：短篇映画
- Bloodlock（1998）- Ian：Kieran Darcy-Smithとの共同監督作品
- マトリックス（1999）- レジスタンスメンバーのひとり：スタントダブル、クレジットなし
- The Pitch（2001）：短編映画
- ムーラン・ルージュ（2001）- 舞台係：スタントチーム、クレジットなし
- スター・ウォーズ：エピソード2/クローンの攻撃（2002）：スタント
- Fuel（2003）：短篇映画
- マトリックス リロード（2003）- セキュリティガード＃5
- マトリックス レボリューションズ（2003）：スタント
- Lucky（2005）：短篇映画
- The IF Thing（2005）：短篇映画
- スター・ウォーズ：エピソード3/シスの復讐（2005）：スタント
- マクベス ザ・ギャングスター（2006）- マクドナルド：スタント
- スーパーマン リターンズ（2006）：スタント
- Spider（2007）：短篇映画
- The Square（2008）：監督
- メタルヘッド（2010）：スタントコーディネーター
- ナイト＆デイ（2010）：スタント
- Bear（2011）：短篇映画
- アイ・アム・ナンバー４（2011） - モグ ：スタント
- ゼロ・ダーク・サーティ（2012）- Nate - DEVGRU EOD - スタントダブル
- 華麗なるギャツビー（2013）：スタントダブル/スタントマン
- ブリングリング（2013）：スタントコーディネーター
- ウルヴァリン：SAMURAI（2013）：スタント
- Felony（2013）：スタントコーディネーター/スタントダブル
- The Rover（2014）- 町の兵士
- ガンズ＆ゴールド（2014）- クリス
- イコライザー（2014）- テディの手下：スタント、クレジットなし
- ジェーン（2015）- 毛皮商人：スタント
- ザ・ギフト（2015）- フランク・デール：スタント[11]
- ストレイト・アウタ・コンプトン（2015）：スタント
- エージェント・ウルトラ（2015）- ビードル：スタント
- フッテージ デス・スパイラル（2015）：スタント
- MILES AHEAD/マイルス・デイヴィス 空白の5年間（2015）：スタントダブル
- ナイスガイ！（2016年）：スタント、クレジットなし
- ダークネス（2016）：スタントコーディネーター
- アメリカン・バーニング（2016）：スタントコーディネーター
- 20センチュリー・ウーマン（2016）：スタントコーディネーター
- 500ページの夢の束（2017）：スタントコーディネーター
- ブライト（2017）：スタント
- ポリス・ストーリー REBORN（2017）：スタント
- American Express（2017）
- ある少年の告白（2018）：スタントコーディネーター
- グリンゴ/最強の悪運男（2018）：監督
- リトル・モンスターズ（2019）：スタント
- ワンス・アポン・ア・タイム・イン・ハリウッド（2019）：スタントパフォーマー/スタント
- Babyteeth（2019）：スタントコーディネーター
- 最高に素晴らしいこと（2020）：スタントコーディネーター
- 透明人間（2020）- 警備員役

### テレビ
- Love Child（2016）：スタント、1エピソード
- Mr Inbetween（2018） - Trent：監督、1エピソード

### ミュージックビデオ
- Crossfire（2010）